# Anthaxia antennata
Anthaxia antennata es una especie de escarabajo del género Anthaxia, familia Buprestidae. Fue descrita científicamente por Bílý en 2011.